# PARTY TIME/わたしのたまご
「PARTY TIME／わたしのたまご」（パーティ タイム／わたしのたまご）は、ガーディアンズ4としゅごキャラエッグ!による共作の両A面で共に3枚目のシングル。発売元はポニーキャニオン。

## 概要
- ガーディアンズ4、しゅごキャラエッグ!共に3枚目に当たるシングル。
- しゅごキャラエッグ!は佐保明梨以外のメンバーをチェンジした第二期として初の楽曲。
- 「しゅごしゅご!」以降、ガーディアンズ4の前作までのシングルに、そのシングル曲のカバーを収録していたしゅごキャラエッグ!は久々のオリジナル曲である。
- 両A面としてリリースであるが、ジャケットなどはガーディアンズ4をメインにしている。

## 収録曲
1. PARTY TIME/ガーディアンズ4
（作詞：川上夏季　作曲・編曲：日比野裕史）
『しゅごキャラパーティー!』オープニングテーマ。（2009年10月 - 12月）
2. わたしのたまご/しゅごキャラエッグ!
（作詞：川上夏季　作曲・編曲：木之下慶行）
『しゅごキャラパーティー!』内アニメ『しゅごキャラ!!! どっきどき』オープニングテーマ。（2009年10月 - 12月）
3. PARTY TIME(Instrumental)
4. わたしのたまご(Instrumental)